# 高山濃飛バスセンター

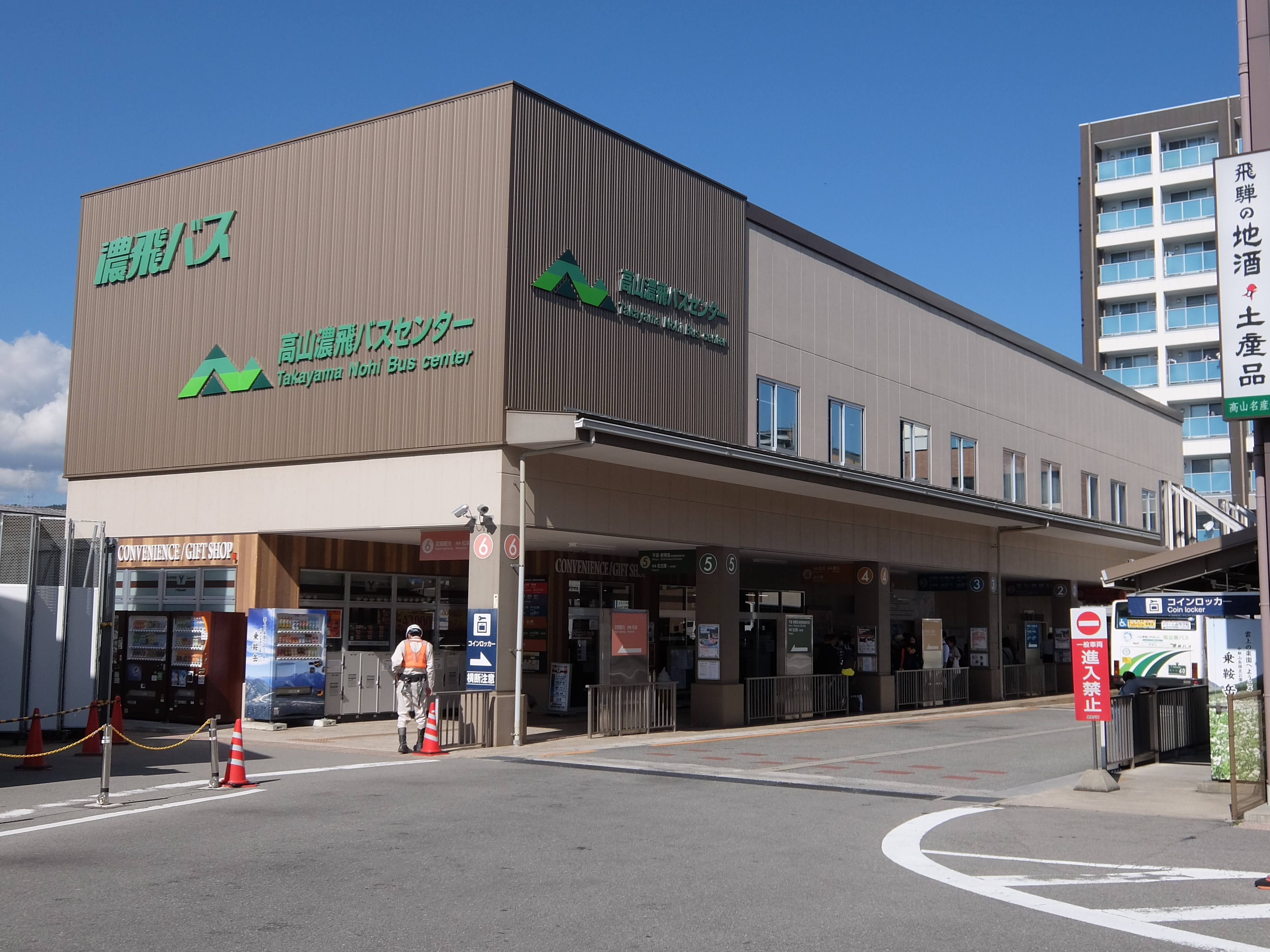
高山駅前にある高山濃飛バスセンター（2016年10月）

高山濃飛バスセンター（たかやまのうひバスセンター）は、岐阜県高山市花里町に所在し、濃飛乗合自動車が設置・運営するバスターミナルである。同社の高山トラベルセンターが併設され、旅行業も行っている。
隣接するJR高山本線の高山駅とともに、旧高山市域および周辺地域の公共交通機関の中心地で、濃飛乗合自動車が運行する路線バス（濃飛バス）の拠点となっている。

## 構造
1レーン・1ホームのみのコンパクトな造りながら7つの乗り場を有し、高速バスからコミュニティバスまで発着する。乗り場は屋内型であるものの、高山駅とのわずかな距離の間には屋根付きの通路があるが風や雨を完全に防げる構造では無い。
コンコースに自動券売機が2台設置されており、待合室内に売店も設置されていたが、待合室拡張のため2025年2月28日をもって閉店した。
高山駅前広場側がバス進入口で、「カントリーホテル高山」側がバス出口。駅前広場とは繋がっており、臨時増車の際は駅前広場に停留することがある。
1935年に開設され、増改築が行われていたが、老朽化及び駅周辺整備事業に伴う移設のため2009年12月25日に新たなバスターミナルが完成し、28日にオープンした。

## 発着路線
以下の路線が発着する。特記なき限り濃飛乗合自動車が運行。

### 1番のりば
- 下呂線 下呂バスセンター
- 特急 下呂線 下呂バスセンター
- 朝日線 朝日支所前経由 秋神温泉
- さるぼぼバス 飛騨の里経由 飛騨高山美術館・世界生活文化センター
- 高山市コミュニティバス のらマイカー

### 2番のりば
- 古川・神岡線 国府駅前経由 古川駅前・細江駅前・吉城高校口・濃飛バス神岡営業所・旧奥飛騨温泉口駅・飛騨神岡高校
- 国府・上宝線 国府駅前経由 中山口
- 清見・荘川線 久美愛厚生病院・清見支所前・上野々俣公民館前
- まちなみバス
- 匠バス東西線

### 3番のりば
- 高速 新宿線 バスタ新宿・バスターミナル東京八重洲（京王バスと共同運行）
- 高速 京都・大阪線 京都駅（八条口）・大阪駅前（東梅田）経由 近鉄難波駅西口（OCATビル）・USJ（近鉄バスと共同運行） ※USJ行きは季節運行
- 高速 岐阜線 名鉄岐阜（岐阜乗合自動車と共同運行)

### 4番のりば
- 高速 金沢線 白川郷経由 金沢駅前（北陸鉄道と共同運行）
- 高速 富山線 白川郷（・富山きときと空港）経由 富山駅前 （富山地方鉄道と共同運行）
- 高速 高岡線 白川郷経由 高岡駅前 ※イルカ交通担当便のみ高岡バスターミナル行 (イルカ交通 / 加越能バスと共同運行)
- 特急 白川郷線・下呂線 白川郷・牧

### 5番のりば
- 平湯・新穂高線 平湯温泉経由 新穂高ロープウェイ

### 6番のりば
- 高速 名古屋線 JR名古屋駅経由 名鉄バスセンター・中部国際空港（名鉄バス・ジェイアール東海バスと共同運行）
- 特急 松本線 丹生川・平湯温泉・新島々駅経由 松本バスターミナル（アルピコ交通と共同運行）
- 特急 馬籠・妻籠線 馬籠経由 妻籠 ※季節運行

### 7番のりば
- 定期観光バス（「五箇山相倉と白川郷コース」・「五箇山菅沼と白川郷コース」）

## 特徴
バスターミナル専従職員が配置されている。

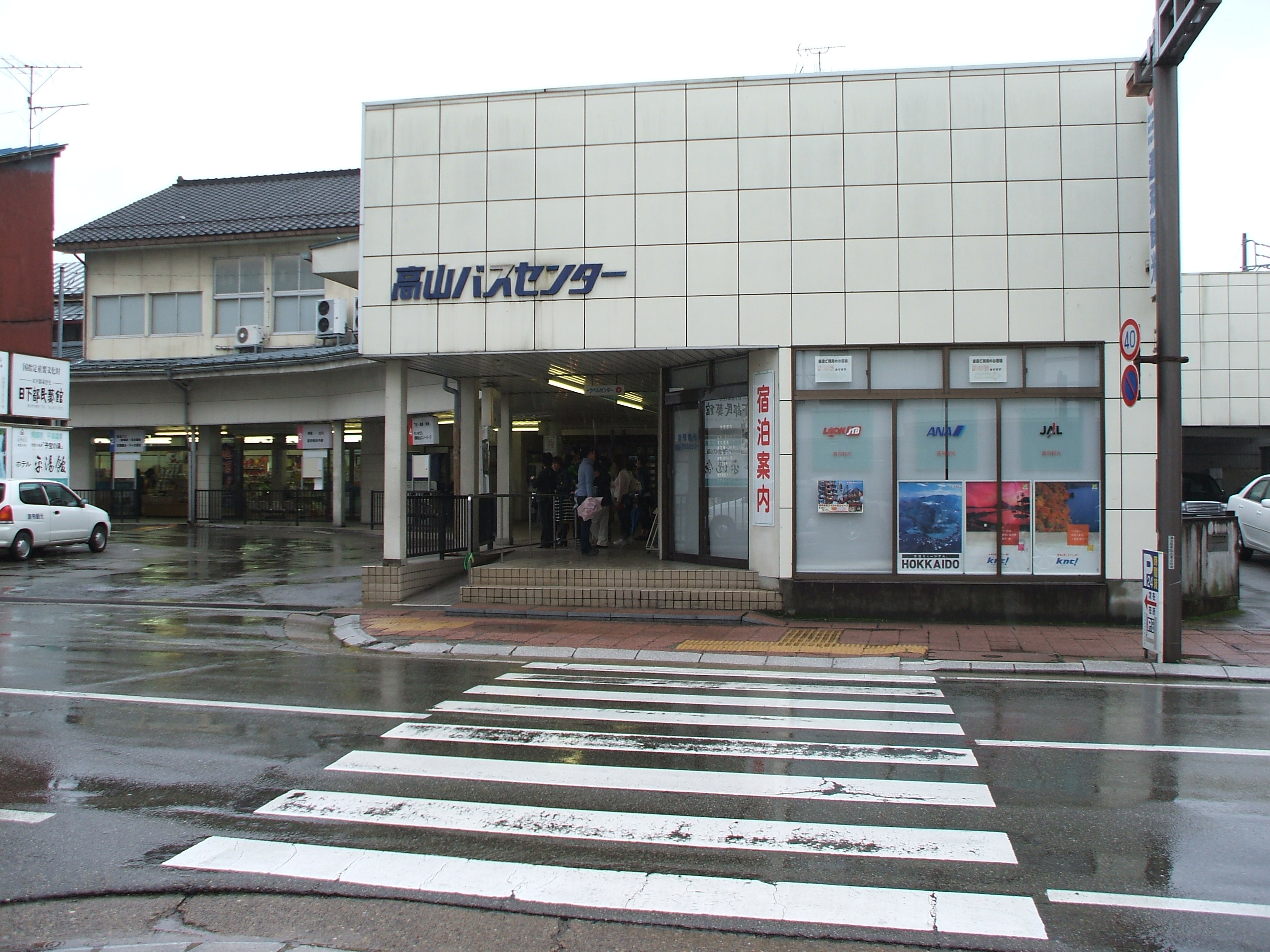
改築前の旧バスセンター

## バスターミナル周辺
高山駅#駅周辺を参照